# European Rugby Challenge Cup 2024-25
La European Rugby Challenge Cup 2024-25 fue la 29.ª edición de la competición.

## Formato
En la primera fase de la competición los equipos disputarán cuatro partidos de clasificación. Cada equipo se enfrenta así a otros cuatro equipos, una sola vez, en casa o fuera. Además, no hay partidos entre clubes de la misma liga a excepción de los equipos de la URC.
Al final de la primera fase, los cuatro primeros equipos de cada uno de los grupos se clasifican para los octavos de final, a los que se unen cuatro clubes cedidos de la Copa de Campeones.
Las clasificaciones se establecen siguiendo las siguientes reglas:
- 4 puntos de ranking por una victoria;
- 2 puntos de clasificación por empate;
- 1 punto de bonificación en la clasificación si el equipo anota 4 o más ensayos;
- 1 punto de bonificación en el ranking si el equipo pierde por 7 puntos o menos.

En caso de empate en la clasificación entre uno o más equipos, se contará, en orden:
1. Mayor diferencia de puntos;
2. Número de ensayos anotados;
3. Número de jugadores suspendidos por incidentes disciplinarios, en orden ascendente.

Si persiste el empate, se realizará un sorteo entre los equipos implicados.

## Fase de grupos
|  | Clasificados a los octavos de final. |

### Grupo A
| Pos. | Equipo         | Encuentros | Encuentros | Encuentros | Encuentros | Tantos | Tantos | Tantos | PB | PB | Puntos |
| Pos. | Equipo         | PJ         | PG         | PE         | PP         | F      | C      | Dif    | BO | BD | Puntos |
| ---- | -------------- | ---------- | ---------- | ---------- | ---------- | ------ | ------ | ------ | -- | -- | ------ |
| 1.º  | Connacht Rugby | 4          | R          | 0          | 0          | 154    | 73     | +81    | 4  | 0  | 20     |
| 2.º  | Lyon Olympique | 4          | 3          | 0          | 1          | 150    | 118    | +32    | 2  | 0  | 14     |
| 3.º  | Perpignan      | 4          | 2          | 1          | 1          | 100    | 92     | +8     | 1  | 0  | 11     |
| 4.º  | Cardiff Rugby  | 4          | 1          | 0          | 3          | 91     | 98     | –7     | 2  | 1  | 7      |
| 5.º  | Cheetahs       | 4          | 1          | 1          | 2          | 73     | 132    | –59    | 0  | 0  | 6      |
| 6.º  | Zebre          | 4          | 0          | 0          | 4          | 70     | 125    | –55    | 0  | 2  | 2      |

### Grupo B
| Pos. | Equipo            | Encuentros | Encuentros | Encuentros | Encuentros | Tantos | Tantos | Tantos | PB | PB | Puntos |
| Pos. | Equipo            | PJ         | PG         | PE         | PP         | F      | C      | Dif    | BO | BD | Puntos |
| ---- | ----------------- | ---------- | ---------- | ---------- | ---------- | ------ | ------ | ------ | -- | -- | ------ |
| 1.º  | Montpellier       | 4          | 4          | 0          | 0          | 131    | 41     | +90    | 3  | 0  | 19     |
| 2.º  | Ospreys           | 4          | 3          | 0          | 1          | 111    | 116    | –5     | 3  | 0  | 15     |
| 3.º  | Section Paloise   | 4          | 2          | 0          | 2          | 119    | 108    | +11    | 3  | 1  | 12     |
| 4.º  | Lions             | 4          | 2          | 0          | 2          | 122    | 103    | +19    | 2  | 0  | 10     |
| 5.º  | Dragons RFC       | 4          | 1          | 0          | 3          | 61     | 116    | –55    | 0  | 1  | 5      |
| 6.º  | Newcastle Falcons | 4          | 0          | 0          | 4          | 55     | 115    | –60    | 0  | 0  | 0      |

### Grupo C
| Pos. | Equipo            | Encuentros | Encuentros | Encuentros | Encuentros | Tantos | Tantos | Tantos | PB | PB | Puntos |
| Pos. | Equipo            | PJ         | PG         | PE         | PP         | F      | C      | Dif    | BO | BD | Puntos |
| ---- | ----------------- | ---------- | ---------- | ---------- | ---------- | ------ | ------ | ------ | -- | -- | ------ |
| 1.º  | Edinburgh Rugby   | 4          | 3          | 0          | 1          | 127    | 67     | +60    | 3  | 1  | 16     |
| 2.º  | Aviron Bayonnais  | 4          | 3          | 0          | 1          | 125    | 101    | +24    | 2  | 0  | 14     |
| 3.º  | Scarlets          | 4          | 2          | 0          | 2          | 97     | 94     | +3     | 2  | 1  | 11     |
| 4.º  | Gloucester Rugby  | 4          | 2          | 0          | 2          | 82     | 115    | –33    | 1  | 0  | 9      |
| 5.º  | Rugby Club Vannes | 4          | 1          | 0          | 3          | 115    | 108    | +7     | 2  | 2  | 8      |
| 6.º  | The Black Lion    | 4          | 1          | 0          | 3          | 71     | 132    | –61    | 0  | 0  | 4      |

## Fase final

### Octavos de final
| 4 de abril de 2025 | Edinburgh Rugby | 24 - 12 | Lions |  |  |

| 4 de abril de 2025 | Section Paloise | 24 - 49 | Bath Rugby |  |  |

| 5 de abril de 2025 | Aviron Bayonnais | 22 - 32 | Bulls |  |  |

| 5 de abril de 2025 | Montpellier | 17 - 24 | Gloucester Rugby |  |  |

| 5 de abril de 2025 | Connacht | 35 - 20 | Cardiff Rugby |  |  |

| 5 de abril de 2025 | Perpignan | 18 - 24 | Racing 92 |  |  |

| 6 de abril de 2025 | Ospreys | 36 - 14 | Scarlets |  |  |

| 6 de abril de 2025 | Lyon Olympique | 34 - 21 | Sharks |  |  |

### Cuartos de final
| 12 de abril de 2025 | Edinburgh Rugby | 34 - 28 | Bulls |  |  |

| 12 de abril de 2025 | Connacht | 40 - 43 | Racing 92 |  |  |

| 12 de abril de 2025 | Ospreys | 18 - 20 | Lyon Olympique |  |  |

| 13 de abril de 2025 | Bath Rugby | 61 - 26 | Gloucester Rugby |  |  |

### Semifinal
| 3 de mayo de 2025 | Edinburgh Rugby | 24 - 39 | Bath Rugby |  |  |

| 4 de mayo de 2025 | Lyon Olympique | 29 - 15 | Racing 92 |  |  |

### Final
| 23 de mayo de 2025 | Bath Rugby | 37 - 12 | Lyon Olympique | Millennium Stadium, Cardiff |  |

| Bandera de Inglaterra |
| Campeón Bath Rugby    |
| Segundo título        |